# Кром, Карла
Ка́рла Кром (англ. Karla Crome; род. 22 июня 1988) — британская телевизионная актриса. Кром получила известность благодаря ролям на британском телевидении в сериалах «Распутье» и «Плохие». В 2014 году она переехала в США, где получила регулярную роль во втором сезоне сериала CBS «Под куполом».

## Фильмография
| Год       | Название на русском            | Название на английском                 | Роль          | Примечания                   |
| --------- | ------------------------------ | -------------------------------------- | ------------- | ---------------------------- |
| 2010      | Катастрофа                     | Casualty                               | Хлоя Паркер   | Эпизод: «Clean Slate»        |
| 2011      | Врачи                          | Doctors                                | Моник         | Эпизод: «Saints and Sinners» |
| 2012      | Распутье                       | Hit & Miss                             | Райли         | 6 эпизодов                   |
| 2012      | Убийство: Совместное деяние    | Murder: Joint Enterprise               | Колин         | Телефильм                    |
| 2012      | Монро                          | Monroe                                 | Донна Холмс   | 3 эпизода                    |
| 2012—2013 | Плохие                         | Misfits                                | Джесс         | 16 эпизодов                  |
| 2013      | Свет и тень                    | Lightfields                            | Клэр Маллен   | 5 эпизодов                   |
| 2013      | Жены заключенных               | Prisoners Wives                        | Эйслинг       | 4 эпизода                    |
| 2014      | Под куполом                    | Under the Dome                         | Ребекка Пайн  | Регулярная роль, 13 эпизодов |
| 2015      | Ты, я и конец света            | You, Me and the Apocalypse             | Лэйла         |                              |
| 2016      | Уровень                        | The Level                              | Нэнси Девлин  | Главная роль                 |
| 2018      | Вита и Вирджиния               | Vita & Virginia                        | Дороти Уэлсли |                              |
| 2019      | Карнивал Роу                   | Carnival Row                           | Турмалин      | Регулярная роль, 8 эпизодов  |
| 202?      | Последняя тревога Мадлен Хайнд | The Last Disturbance of Madeline Hynde |               |                              |
| 2025      | Токсичный город                | Toxic Town                             | Пэтти Уокер   | Регулярная роль, 4 эпизода   |

### Радио
- Расследования Лавкрафта — Мелоди Картрайт